# Зої Садовскі-Синнотт
Зої Садовскі-Синнотт (англ. Zoi Sadowski-Synnott) — новозеландська сноубордистка, що спеціалізується в слоупстайлі та біґ-ейрі, олімпійська чемпіонка та медалістка, дворазова чемпіонка світу, медалістка чемпіонату світу. 
Бронзову олімпійську медаль Садовскі-Синнотт виборола на Пхьончханській олімпіаді 2018 року в біґ-ейрі. 
На церемонії закриття Пхьончханської олімпіади Садовскі-Синнотт було довірено нести прапор Нової Зеландії, що зробило її наймолодшою олімпійською прапороносцею своєї країни.

## Виноски
1. ↑  http://www.worldsnowboarding.org/riders/zoi-sadowski-synnott/
2. ↑  https://dpmc.govt.nz/publications/new-year-honours-list-2023
3. ↑  http://www.nzherald.co.nz/sport/news/article.cfm?c_id=4&objectid=11829679
4. ↑  Bronze medal! Zoi Sadowski-Synnott wins New Zealand's first Winter Olympics medal since 1992 in Big Air final. The New Zealand Herald. Архів оригіналу за 22 лютого 2018. Процитовано 22 лютого 2018.
5. ↑  Zoi Sadowski-Synnott to carry New Zealand flag at closing ceremony. Stuff. 25 лютого 2018. Архів оригіналу за 27 лютого 2018. Процитовано 1 березня 2018.